# Амелобласти

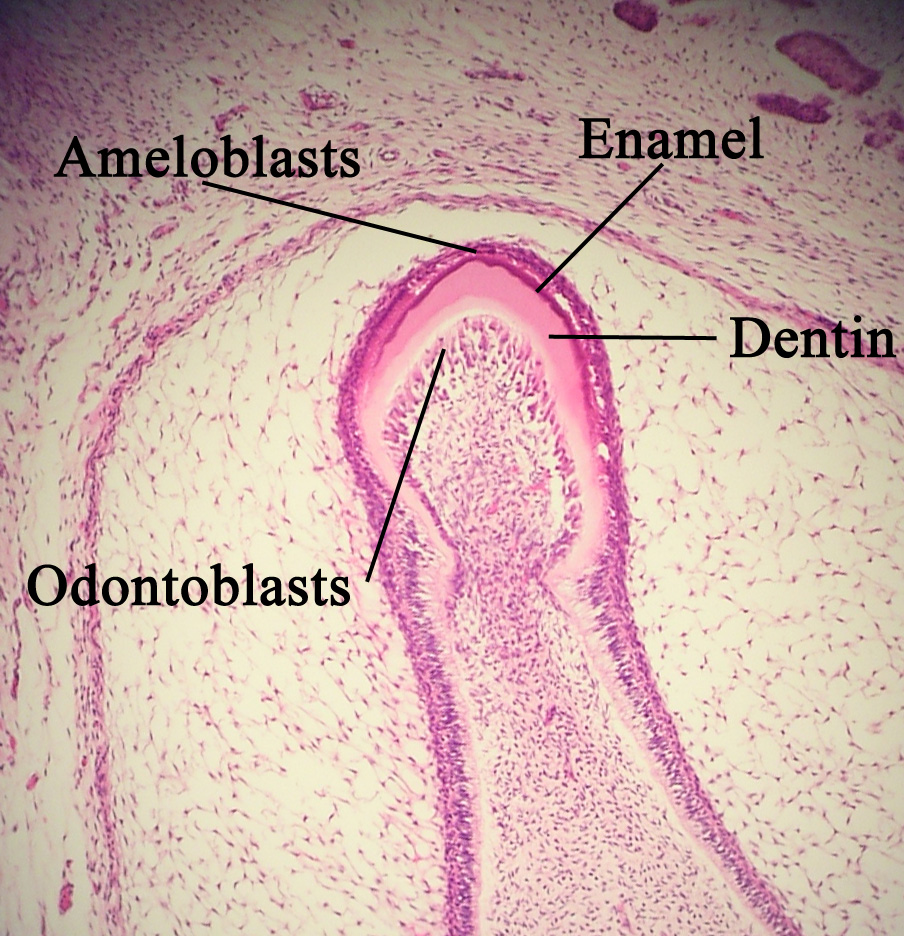
Амелобласти

Енамелобласти (син.: амелобласти, адамантобласти, лат. enameloblasti; лат. enamelum емаль + гр. blastos зародок; англ. ameloblasts, enameloblasts, enamel cells) — клітини-продуценти органічних складників зубної емалі; розвиваються з внутрішніх клітин зубного епітеліального органа; в ході одонтогенезу кожен енамелобласт формує одну емалеву призму; після завершення формування емалі енамелобласти редукують з включенням їх апікальних частин (відростків Томса) в кутикулу емалі.